# Dlačnica
Dláčnice so čutne celice notranjega ušesa, ki zaznavajo položaj telesa v prostoru in gibanje (v vestibularnem organu) ter zvok (v koščenem polžu). Nahajajo se v ravnotežnem organu v vrečici in mešičku ter v polkrožnih vodih (odgovorne za zaznavo ravnotežja) ter v koščenem polžu v Cortijevem (spiralnem) organu (odgovorne za sluh). Na apikalni površini imajo številne dolge, dlačicam podobne strukture, sorodne mikrovilom, po katerih so dobile ime. Gibanje v svoji okolici zaznavajo preko mehanotransdukcije (mehanske dražljaje pretvorijo v električne impulze).
Dlačnice v koščenem polžu so dveh vrst, zunanje in notranje, in se funkcionalno ter anatomsko razlikujejo. Poškodba teh dlačnic vodi v slabšanje sluha, saj se človeške dlačnice ne obnavljajo in je zato poškodba trajna. Nekateri drugi organizmi, na primer dobro preučevane ribe vrste zebric, imajo dlačnice, ki so zmožne obnavljanja.